# Jamides phaseli
Jamides phaseli är en fjärilsart som beskrevs av Mathew 1889. Jamides phaseli ingår i släktet Jamides och familjen juvelvingar. Inga underarter finns listade i Catalogue of Life.

## Bildgalleri

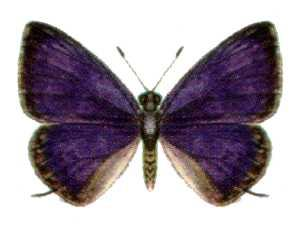